# Макарий II Москвитянин
Мака́рий II Москвитя́нин — митрополит Киевский, Галицкий и всея Руси (1535—1556).

## Биография
Был придворным священником польской королевы Елены Иоанновны, дочери великого князя всея Руси Иоанна III и вдовы польского короля Александра Ягеллончика. Очевидно, был назначен духовником Елены со стороны Ягеллонов, поскольку приехавший вместе с ней священник был отправлен в Москву почти сразу после свадьбы.
В 1520-х годах был архимандритом Пинского Лещинского монастыря.
С 24 апреля 1522 года — епископ Туровский и Пинский.
В 24 апреля 1528 года переведён на Луцкую кафедру.
С 1 марта 1534 по 9 апреля 1535 — временно управлял Киевской епархией.
С 9 апреля 1535 года (по другим сведениям, с 1 марта 1534 года) — митрополит Киевский, Галицкий и всея России. В грамоте короля Сигизмунда от 1 марта 1534 года говорится: «Бил нам челом владыка Луцкий и Острожский епископ Макарий и просил нас, чтобы мы пожаловали его хлебом духовным, митрополиею Киевскою и Галицкою и всея Руси, которую держал пред ним митрополит Иосиф. О том же говорила нам за него наша королева и великая княгиня Бона…»
Во время его святительства было много неустройств в церковной жизни. Король поручил ему в 1546 году созвать собор для прекращения церковных беспорядков. Никаких сведений об этом соборе не сохранилось. По видимому, собор не был созван.
Скончался в феврале 1556 года в Новогрудке.